# Перола (Парана)
Перола (порт. Pérola) — муниципалитет в Бразилии, входит в штат Парана. Составная часть мезорегиона Северо-запад штата Парана. Входит в экономико-статистический микрорегион Умуарама. Население составляет 12 000 человек на 2006 год. Занимает площадь 240,635 км². Плотность населения — 29,3 чел./км².
Праздник города — 14 сентября.

## История
Город основан 14 сентября 1966 года. 

## Статистика
- Валовой внутренний продукт на 2003 год составляет 42 884 179,00 реалов (данные: Бразильский институт географии и статистики).
- Валовой внутренний продукт на душу населения на 2003 год составляет 5314,03 реалов (данные: Бразильский институт географии и статистики).
- Индекс развития человеческого потенциала на 2000 год составляет 0,759 (данные: Программа развития ООН).

## География
Климат местности: субтропический гумидный мезотермический.